# Fremont Street Experience

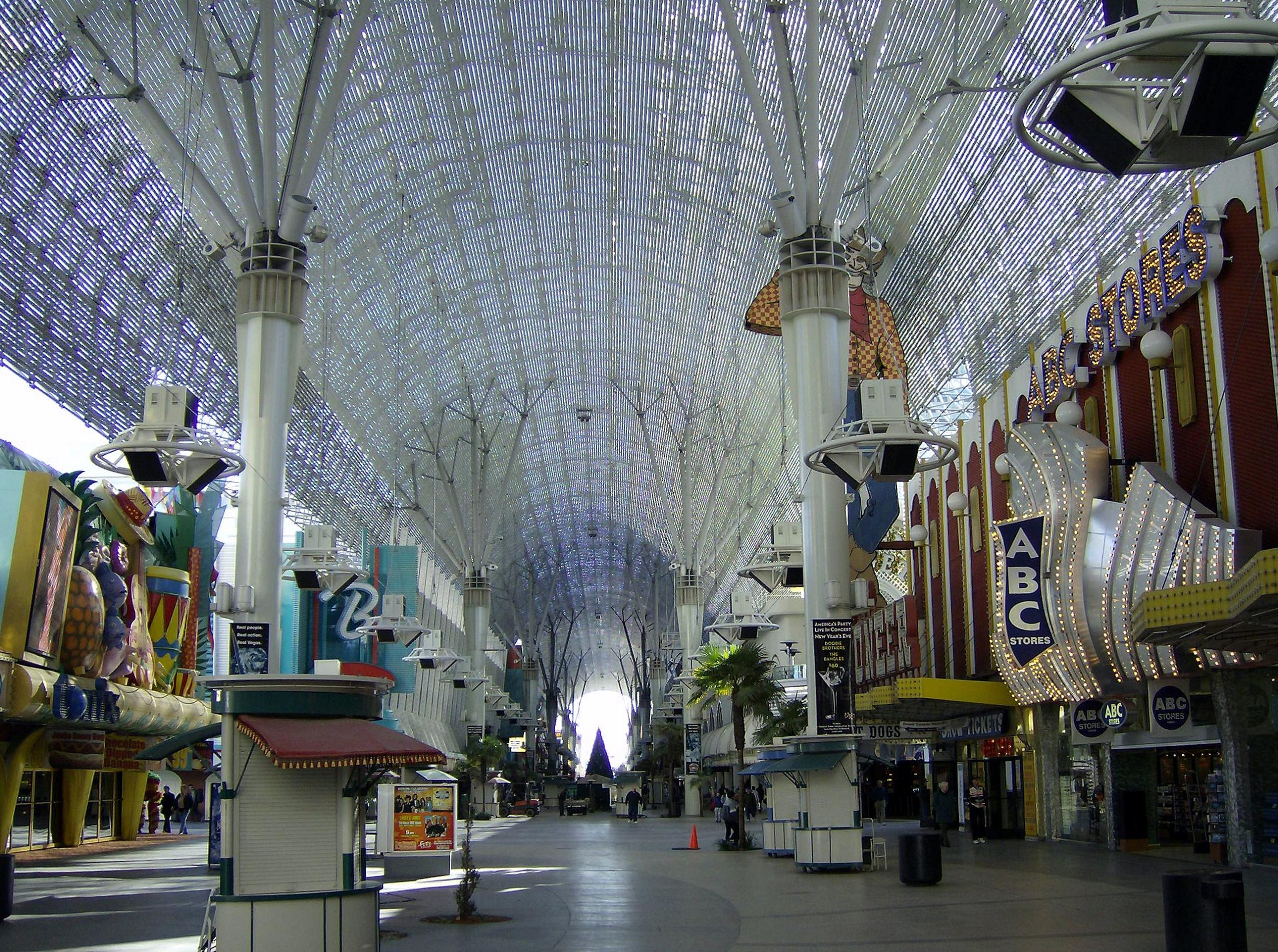
Fremont Street Experience bei Tag

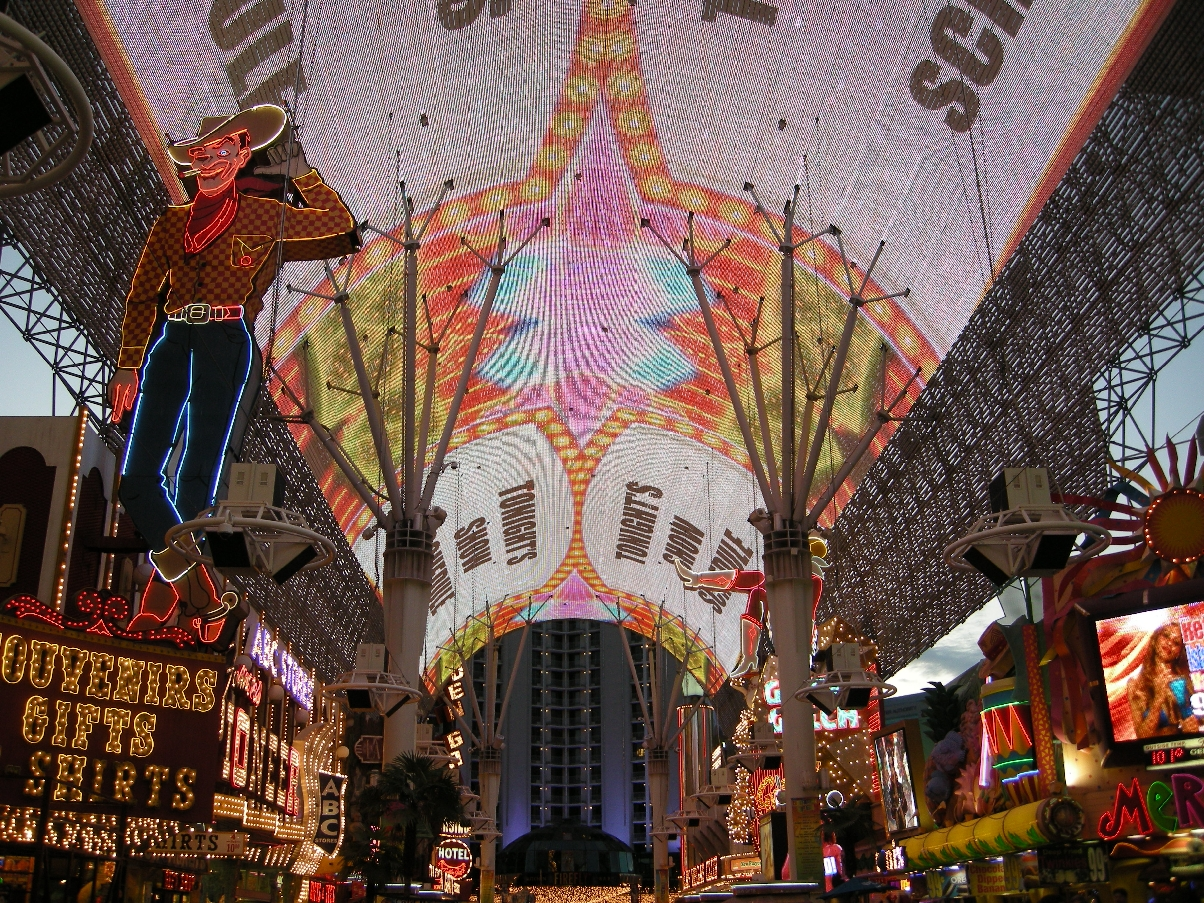
Fremont Street Experience bei Nacht

Die Fremont Street Experience (FSE) ist eine Attraktion in Downtown Las Vegas, Nevada. Die FSE überdacht die fünf westlichsten Blöcke der Fremont Street.
Es handelt sich dabei um ein Tonnendach, das am höchsten Punkt 27 Meter (90 Fuß) hoch und ca. 450 Meter (1500 Fuß) lang ist. Es war das erste Projekt von Architekt Jon Jerde, der später verschiedene andere Projekte am Las Vegas Strip entwarf. Die Unterseite des Tonnendachs bildet eine LED-Anzeigetafel, erstellt von LG, auf der in der Dunkelheit Shows vorgeführt werden. Vor Beginn jeder dieser Shows wird an den angrenzenden Casinos die Beleuchtung abgeschaltet und eine Querstraße gesperrt, die die FSE kreuzt. Des Weiteren gibt es zwei Bühnen, auf denen Gratiskonzerte stattfinden können.

## Geschichte
Die Fremont Street kann auf eine lange Geschichte zurückblicken. Hier wurde beispielsweise 1925 die erste Glücksspiellizenz in Nevada an den Northern Club vergeben. Das Golden Nugget war das erste Hotel, das von Anfang an als Casino konzipiert wurde.
Die FSE wurde in den 1990er-Jahren mit dem Ziel entworfen, mehr Besucher in den Downtown-Bereich zu locken. Die FSE selbst ist dabei ein Gemeinschaftsprojekt verschiedener Casinos.
Der Bau begann am 7. September 1994 und dauerte bis Februar 1995. Dabei musste ein Teil des Cowboyhutes von Vegas Vic, einem bekannten Wahrzeichen von Las Vegas, entfernt werden. Die erste Vorführung fand mit dem Nevada Symphony Orchestra statt. Die erste Show war am 31. Dezember 1995. Im Juni 2004 wurde die ursprüngliche Anzeigetafel durch eine neue ersetzt, die 16,7 Millionen Farben darstellen kann.  Im Juni 2019 wurde wiederum auch diese Anzeigetafel ersetzt. Die aktuelle verfügt über 49,2 Millionen LEDs. Die Kosten für die neue Anzeigetafel beliefen sich auf 32 Millionen US-Dollar.

## Die Technik
Das Dach wird von 16 Säulen mit einem Gewicht von jeweils rund 11.800 kg (26.000 Pfund) gestützt. An der Kuppel sind 12,5 Millionen LEDs angebracht. Außerdem gibt es 220 Lautsprecher, die eine Gesamtleistung von 550.000 Watt erzeugen.